# Helenactyna
Helenactyna is een geslacht van spinnen uit de  familie van de Dictynidae (kaardertjes).

## Soorten
- Helenactyna crucifera (O. P.-Cambridge, 1873)
- Helenactyna vicina Benoit, 1977